# 野村真弓
野村真弓（1969年11月28日—），日本女性配音員。出身於兵庫縣。身高150cm。AB型血。

## 人物簡介
本名相同。81 Produce所屬。為人熟悉的代表配音作品是遊戲《純愛手札2》的一文字茜、動畫《蕃茄十勇士》的洋蔥。興趣、特長：唱歌。

## 演出作品
※粗體字表示說明飾演的主要角色。

### 電視動畫
1991年
- 小小妖怪阿奇、柯奇、索奇（哭哭）

1992年
- 蕃茄十勇士（洋蔥、花椰菜、部下）

1993年
- 美少女戰士R（愛美）

1995年
- （少年）

1996年
- 爆走兄弟Let's & Go!!（1996～1998，山川澄夫、小孩2）2系列

### OVA
1991年
- 貓咪·貓咪·幻想曲（日语：ねこ・ねこ・幻想曲）（玩具屋）

1993年
- 我是大哥大!!（學生）

1994年
- （OL）
- 我不是天使（日语：天使なんかじゃない）（加代）
- 放學後的辦公室（日语：放課後の職員室）（學生）

### 遊戲
1999年
- 純愛手札2（一文字茜）

### 外語配音
※作品依英文名稱及英文原名排序。

#### 電影
- 迪克·特雷西
- 突破25馬赫（英语：SpaceCamp） ※朝日電視台版。
- 外星戀 ※朝日電視台版。

#### 電視影集
- 考斯比一家
- 神探與修女（英语：Father Dowling Mysteries）

#### 動畫
- 一個叫查理布朗的男孩（英语：A Boy named Charlie Brown）

### 廣播節目
- 伊集院光 深夜的蠻力（日语：伊集院光 深夜の馬鹿力） 廣播青春動畫劇場燃燒之光製作委員會（薰）

### CD
- 純愛手札2 Blooming Stories 4 一文字茜（一文字茜·紅色鼓動、SPROUT、薩凡那之風）
- 純愛手札2 Vocal Tracks（一文字茜·Don't worry ～即使是一個人也沒問題）
- 純愛手札2 Vocal Tracks 2（一文字茜·是！Tension）
- 純愛手札2 Vocal Tracks 3（一文字茜·）
- 純愛手札2 Vocal Tracks 4（一文字茜·Go girl！Go！）
- 純愛手札2 Vocal Tracks 5（一文字茜·Indigo）
- 純愛手札2 Vocal Tracks 復刻版（一文字茜·薩凡那之風）

## 外部連結
- 81 Produce公式官網的聲優簡介 （页面存档备份，存于） （日語）